# Gołasze-Górki
Gołasze-Górki – wieś w Polsce położona w województwie podlaskim, w powiecie wysokomazowieckim, w gminie Wysokie Mazowieckie.
W latach 1975–1998 miejscowość administracyjnie należała do województwa łomżyńskiego.
Wierni kościoła rzymskokatolickiego należą do parafii św. Bartłomieja Apostoła w Kuleszach Kościelnych.

## Historia
Wzmiankowane w dokumentach z roku 1471 i 1493.
Słownik geograficzny Królestwa Polskiego i innych krajów słowiańskich wymienia Gołasze jako starodawne gniazdo szlacheckie w powiecie mazowieckim, gmina Wysokie Mazowieckie, parafia Kulesze.
Urodzeni w Gołaszach:
- Antoni Gołaszewski, biskup przemyski od 1786.
- Jan Gołaszewski, biskup wigierski od 1805.

W roku 1827 Gołasze-Górki liczyły 19 domów i 110 mieszkańców.
W roku 1921 we wsi naliczono 25 budynków z przeznaczeniem mieszkalnym oraz 138. mieszkańców (67. mężczyzn i 71 kobiet). Wszyscy zgłosili narodowość polską i wyznanie rzymskokatolickie.